# Andreas Schüler
Andreas Schüler (* 1967) ist ein deutscher Wirtschaftswissenschaftler.

## Leben
Von 1989 bis 1993 studierte er Betriebswirtschaftslehre an der Universität Regensburg und der Murray State University. Von 1993 bis 2003 war er wissenschaftlicher Mitarbeiter bzw. wissenschaftlicher Assistent von Jochen Drukarczyk. Nach der Promotion 1997 zum Dr. rer. pol. und der Habilitation 2004 war er seit April 2004 Vertreter der Professur für Finanzwirtschaft und Finanzdienstleistung an der Universität der Bundeswehr München. Im Dezember 2004 erfolgte die Ernennung zum Universitätsprofessor.
Seine Forschungsschwerpunkte sind Unternehmensbewertung, Sanierung und Insolvenz sowie wertorientierte Steuerung. Außerdem gehören weitere Themen aus dem Corporate Finance wie Leasing, Mittelstandsanleihen, betriebliche Altersvorsorge und erfolgsabhängige Managemententlohnung über Employee Stock Options hinzu.

## Schriften (Auswahl)
Monographien
- Performance-Messung und Eigentümerorientierung. Eine theoretische und empirische Untersuchung. Frankfurt am Main 1998, ISBN 3-631-33341-2.
- mit Jochen Drukarczyk: Akquisitionen, Börsengänge und Restrukturierungen. Fallstudien zur Unternehmensbewertung. München 2008, ISBN 978-3-8006-3528-3.
- mit Jochen Drukarczyk: Unternehmensbewertung. München 2021, ISBN 978-3-8006-6341-5.
- Finanzmanagement mit Excel. Grundlagen und Anwendungen. München 2016, ISBN 3-8006-5269-2.

Zu den Aufsätzen vgl. Weblinks